# Antanas Adomaitis
Antanas Adomaitis (* 24. Januar 1902 in Kudirkos Naumiestis; † 22. November 1936 in Kaunas) war ein katholischer Geistlicher, Organist und Hochschullehrer.

## Leben
Nach dem Gymnasium Naumiestis studierte er ab 1920 am Priesterseminar Sejn. 1926 wurde er zum Priester geweiht. Er studierte an der Vytauto Didžiojo universitetas, von 1931 bis 1932 besuchte er die Musikschule Kaunas (Orgel bei Juozas Naujalis). Ab 1932 studierte er Grigal Choral und Musik am Päpstlichen Institut für Kirchenmusik in Rom, 1935 promovierte er zum Thema „Del Buono della Salmodia di S. Niceto versc. di Traveri“, Dr. in Kirchenmusik. Ab 1935 lehrte er Musik am Priesterseminar Kaunas und am Priesterseminar Vilkaviškis.
1936 besuchte er die Vereinigten Staaten und lehrte dort Orgelmusik.